# Stanisław Wasilewski (kolarz)
Stanisław Wasilewski, pseudonim Wasil (ur. 1907 w Adamówku, zm. w 1990 roku w Warszawie) – polski kolarz szosowy, mistrz Polski (Mistrzostwa Polski w kolarstwie szosowym – wyścig ze startu wspólnego 1937).

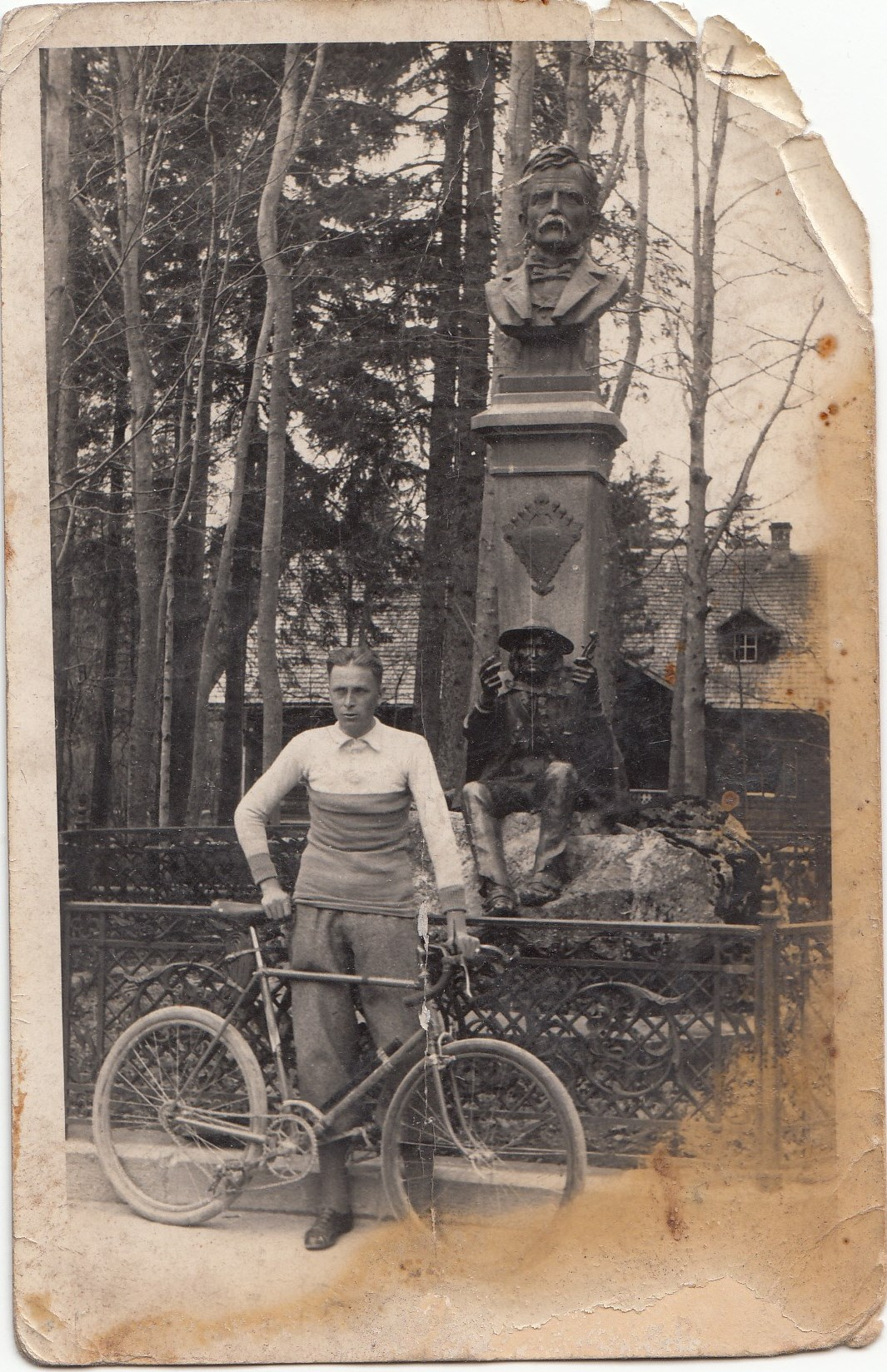
Zdjęcie pamiątkowe kolarza Stanisława Wasilewskiego z podróży do Zakopanego w roku 1934.

## Życie prywatne
Urodził się 10 lipca lub 7 sierpnia 1907. Rodzice Stanisława – Antoni i Marianna Wasilewscy mieszkali w okolicy ulicy Obozowej w Warszawie, gdzie Stanisław spędził dzieciństwo i wczesną młodość. W 1936 roku Stanisław poślubił młodszą o 10 lat, Irenę z d. Rogalową i razem zamieszkali na warszawskim Żoliborzu. Mieli dwóch synów – Tomasza (który również interesował się kolarstwem i brał udział w wyścigach) i, zmarłego tragicznie w wieku 7 lat, Witolda. W latach 1940–1941 Stanisław Wasilewski przebywał w obozie koncentracyjnym w Oświęcimiu (Auschwitz-Birkenau), jako więzień z numerem 5294. Mimo że po wojnie był działaczem sportowym i był odznaczany przez władze ludowe, nigdy nie wstąpił do PZPR. Został odznaczony Krzyżem Kawalerskim Orderu Odrodzenia Polski. Zmarł 12 sierpnia 1990. Został pochowany w grobowcu rodzinnym na cmentarzu Powązkowskim w Warszawie (kwatera 240-4-21). Spoczęli tam także jego żona Irena (1917–2000) oraz synowie Witold (zm. 1947) i Tomasz (1938–1991).

## Kariera
Swoją karierę sportową rozpoczął od boksu, ale nie spotkało się to z aprobatą jego ojca – Antoniego. Już w 1929 roku zwrócił na siebie uwagę ekspertów z dziedziny kolarstwa, startując, jeszcze bez większych sukcesów w II Biegu Dookoła Polski. Wróżono mu wówczas wielką karierę. Niewiele później zaczął faktycznie odnosić sukcesy na skalę światową (patrz sekcja Najważniejsze osiągnięcia). Ścigał się do wybuchu wojny, m.in. brał udział w Mistrzostwach Polski w kolarstwie szosowym w 1939 roku, zajmując II miejsce. Po wojnie udzielał się głównie jako sędzia i działacz. Był między innymi sędzią głównym Tour de Pologne 1953. Za działalność na rzecz rozwoju kolarstwa i sportu otrzymał wiele dyplomów i odznaczeń, w tym Medal 100-lecia Warszawskiego Towarzystwa Cyklistów (WTC). Należał do 17 działaczy, którzy w 1956 roku napisali list otwarty do GKKF, domagając się reaktywowania PZKol, powrotu do struktury okręgów kolarskich, likwidacji Rady Trenerów, włączenia organizacji Wyścigu Pokoju do kompetencji związku kolarskiego, zbudowania toru kolarskiego w Warszawie i włączenia turystyki do działalności PZKol. W późniejszych latach należał do Koła Seniora WTC, zajmującego się działalnością charytatywną, dbaniem o pamięć byłych członków WTC, porządkowaniem i gromadzeniem dokumentów historycznych Towarzystwa.

## Najważniejsze osiągnięcia

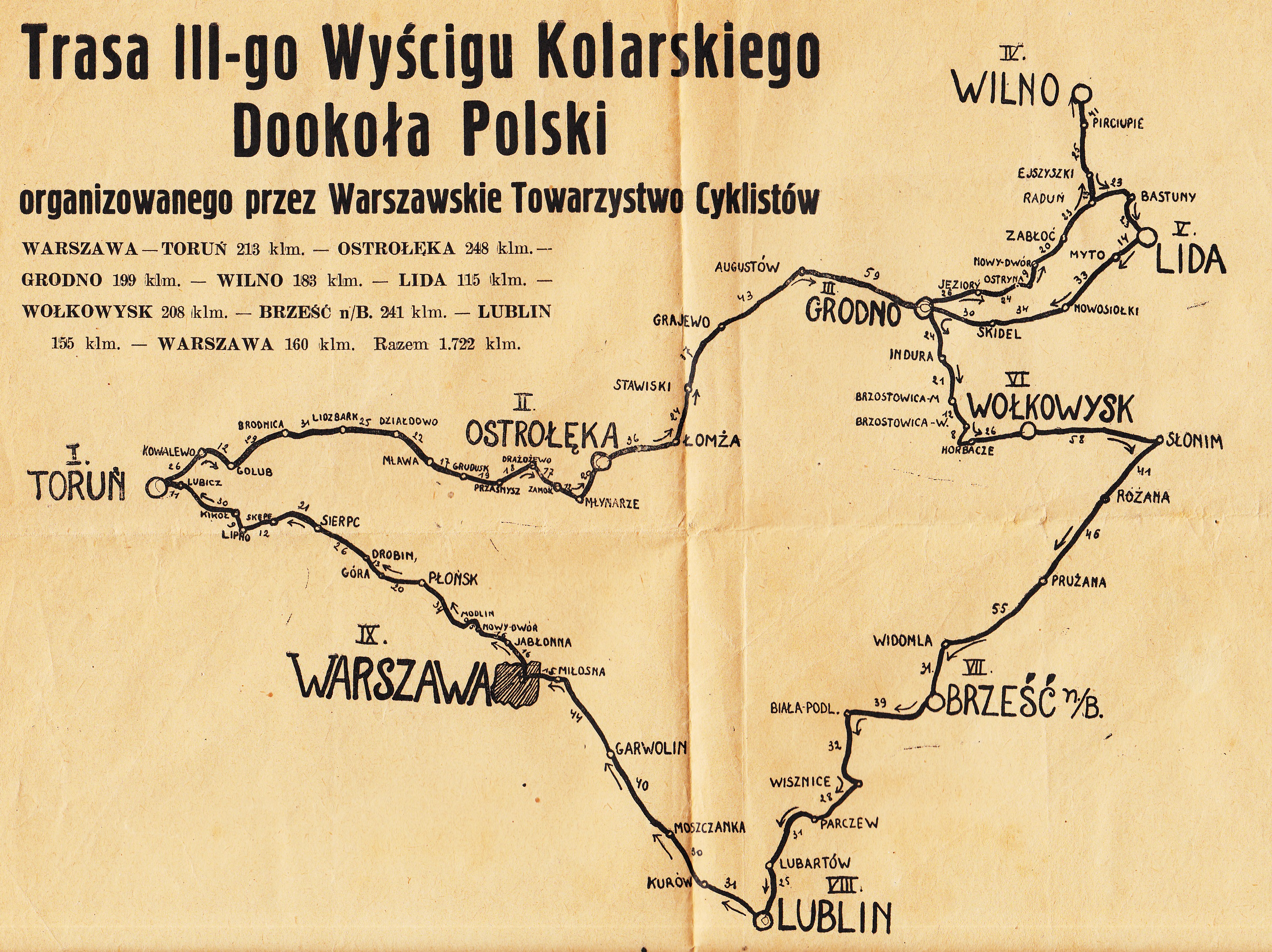
Mapa ilustrująca trasę III-go Wyścigu Dookoła Polski, w którym brał udział Stanisław Wasilewski.

- 1933, Tour de Pologne – zwycięzca etapu 1. do Torunia, 3. do Grodna, 5. do Lidy, 6. do Wołkowyska, 8. do Lublina; III miejsce w klasyfikacji generalnej
- 1937, Tour de Pologne – I miejsce w klasyfikacji drużynowej wraz z Józefem Kapiakiem, Mieczysławem Kapiakiem i Wacławem Starzyńskim; zwycięzca etapu 2. do Krakowa i 5. do Kalisza; II miejsce w klasyfikacji generalnej
- 1937 – I miejsce w Mistrzostwach Polski w kolarstwie szosowym
- 1937 – I miejsce w Wyścigu Dookoła Śląska
- 1937 – II miejsce w Wyścigu Dookoła Węgier (przegrał o 1 sekundę)
- 1939 – II miejsce w Mistrzostwach Polski w kolarstwie szosowym